# Antonio Grifo
Antonio Grifo (Venezia, 1430 ca. – 1510 ca.) è stato un umanista italiano.

## Biografia
Sulla sua vita si hanno scarse notizie. Visse a Padova, Venezia e Milano tra il tardo Quattrocento e il primo Cinquecento. Fu probabilmente originario di Venezia, dove è attestato un casato Grifo già dal secolo precedente. Scrisse varie composizioni amorose per una Laura.

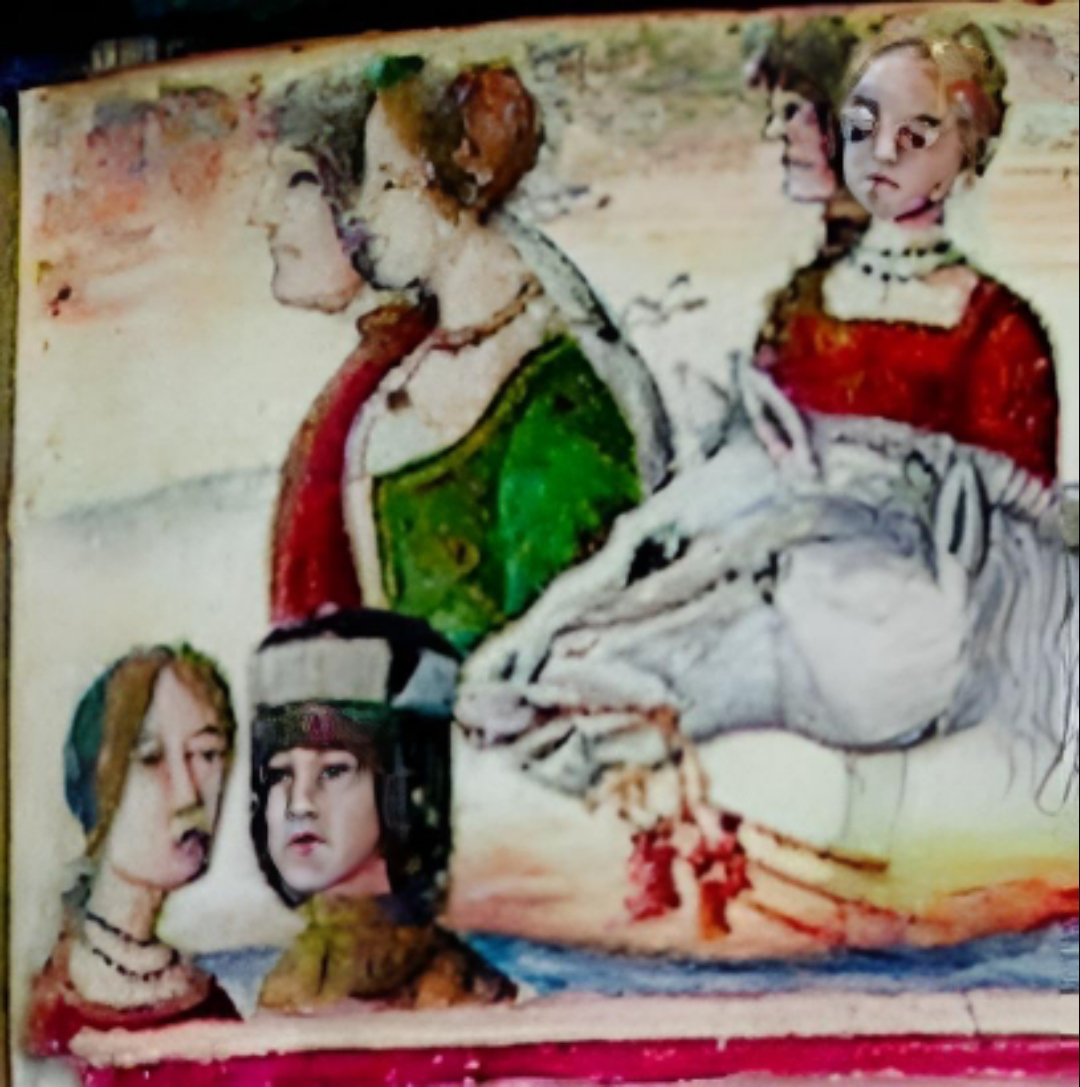
Coppie miniate al Folio 119 r. del Canzoniere Queriniano di Antonio Grifo: quella in alto a sinistra - ossia l'uomo col farsetto rosso e la donna col vestito verde dalla scollatura profonda - rappresenta con certezza i duchi Ludovico il Moro e Beatrice d'Este. Una delle due coppie accanto alla loro, quella a destra o quella sottostante, dovrebbe invece raffigurare Galeazzo Sanseverino e Bianca Giovanna Sforza.

Dopo il 1477 fu esiliato dalla Serenissima Repubblica di Venezia, forse per la sua frequentazione della famiglia Sanseverino, filomilanese. Dopo la morte di Roberto Sanseverino, avvenuta nel 1487, Antonio seguì forse uno dei suoi figli a Milano, presso la corte di Ludovico il Moro, dove si stabilì. Le fonti lo indicano come "Mess. Antonio Gri venetiano chonpagno d'Antonio Maria", fratello minore di Galeazzo Sanseverino, quando, in occasione della giostra tenutasi nel 1491 per le nozze del Moro con Beatrice d'Este, Leonardo da Vinci disegnò un costume per lui.
Gaspare Visconti lo elogiò come poeta dal "canto dolce" e "virtù", di cui seguire le "sacre orme".

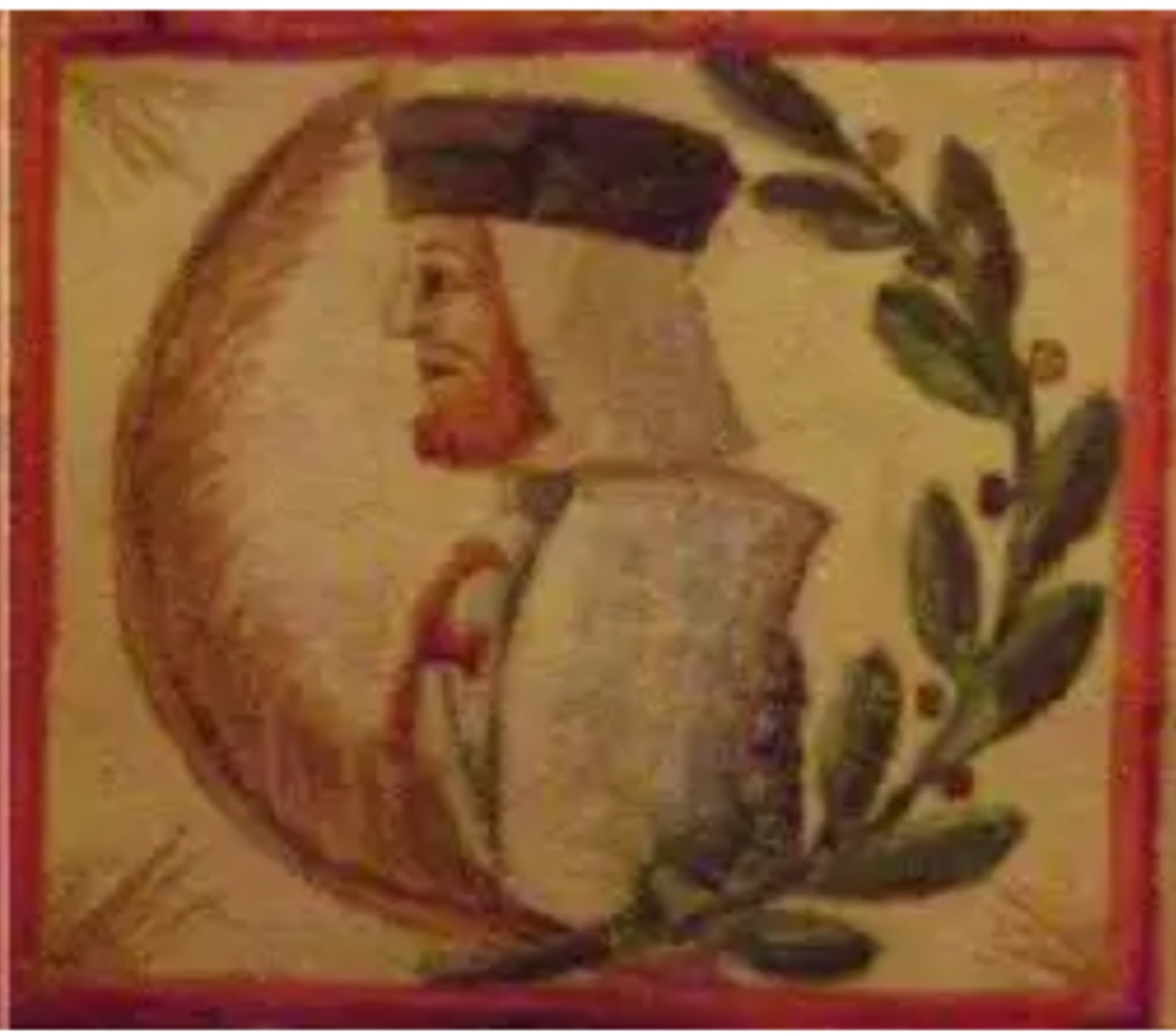
Miniatura di Fracasso nella Comedia del Grifo, dove è rappresentato come un candido cavaliere crociato racchiuso entro una corona formata da un ramo di palma e uno d'ulivo.

Vincenzo Calmeta lo annovera tra i letterati di corte, scrivendo che per "uno Antonio Grifo, uomo in quella facultà prestantissimo" si tenevano quotidiane letture e commenti della Divina Commedia per volontà della duchessa Beatrice, la quale ne era molto appassionata.
(Vincenzo Calmeta, Vita di Serafino Aquilano)
Al Grifo si attribuisce infatti l'illustrazione di un incunabolo miniato della Divina Commedia curato dal francescano Pietro da Figino e datato al 1491. L'incunabolo, che contiene ritratti dei due fratelli Galeazzo e Fracasso Sanseverino, induce a credere che Antonio fosse particolarmente legato a questi due. L'originale è conservato presso la biblioteca della Casa di Dante in Roma.
I componimenti del suo canzoniere seguono le vicende del Moro e di Beatrice fino alla morte di quest'ultima (1497), in seguito alla quale «ogni cosa andò in ruina e precipizio, e di lieto paradiso in tenebroso inferno la corte se converse, onde ciascun virtuoso a prender altro cammino fu astretto». Antonio fu forse fra questi se, a seguito della caduta del ducato di Milano in mano francese (1500), i suoi versi encomiastici in onore del Moro lasciano il posto al rancore.